# Trolltjärnen (Sorsele socken, Lappland)
Trolltjärnen är en sjö i Sorsele kommun i Lappland och ingår i Umeälvens huvudavrinningsområde. Trolltjärnen ligger i Vindelfjällen Natura 2000-område.